# وادي امزي
امزي أو مْزي، هو وادي في الجزائر، كل جريانه في إقليم ولايات الأغواط، الجلفة، بسكرة ووادي سوف.يوجد عليه سد سكلافة بمنطقة تاجموت ولاية الأغواط. يصب في شط ملغيغ إلى الشرق من مدينة بسكرة.

## التسمية
يسمى بامزي من المنبع حتى منطقة تاونزة ثم يصبح يلقب بوادي جدي حتى المصب في شط ملغيغ.

## المسار
يجري من الغرب إلى الشرق ويمثل الجزء الأعلى من ذلك الوادي الطويل المعروف بوادي جدى الذي يتماشى وخط الانكسار العظيم الذي يفصل بين الصحراء والأطلس الصحراوي من جبال عمور حتى بسكرة ليصب في الصحراء بشط ملغيغ الواقع على انخفاض 32 متر دون مستوى البحر وهو أقل انخفاض معروف في البلاد.
وينحدر واد مزي ا بجبل عمور بولاية الأغواط من خلال رافدين أحدهما قرب واد مرة والأخر من الجبال المحيطة بآفلو عابرا كتلة الجبل لينحدر حتى تاجموت، ثم الأغواط فقصر الحيران، ثم يدخل ولاية الجلفة عبر بلدية سد رحال، ثم مسعد ليدخل، عبر سيدي خالد فأولاد جلال، ثم بالقرب من طولقة وبسكرة حتى جنوب سيدي عقبة ليصل إلى شط ملغيغ شمال ولاية الوادي.

## سد تاجموت
وقد بنى عليه سد تاجموت سنة 1947. وهو سد يقع على بعد حوالي 25 كلم إلى الغرب من مدينة الأغواط لجميع مياه مساحة تقرب من 1 927 كلم2.
وقد قدرت كمية التساقط في هذا الإقليم بحوالي 315 مم كمتوسط سنوي. أما احتمالات الحمولة السنوية فهي 9 ملايين من الأمتار المكعبة وذلك بمعدل انصباب 0,28 م3/ث.

## مروره بمدينة الأغواط
يعد وادي مزي أحد العوائق الطبيعية للتوسع الحضري لمدينة الأغواط . ويخلف جريانه خلال السنوات الماطرة على شكل سيول خسائر مادية وبشرية معتبرة.